# Али Ръза Мехмед паша
Али Ръза Мехмед паша (на турски: Ali Rıza Mehmed Paşa) е османски военен и администратор.

## Биография
В 1850 година е шехризорски валия в Киркук. От септември 1850 до октомври 1851 година е валия на Видин. Участва в потушаването на Белоградчишкото въстание в 1850 година. От ноември 1851 до януари 1853 година е валия на Янина. От ноември 1853 до февруари 1854 година е валия на Скопие. В 1854 година е валия на Трикала. В 1855 - 1858 година е валия на Анкара, а от април 1859 до януари 1860 г. - на Харпутския санджак в Харпут, от януари 1860 до декември 1861 г. - на Диарбекир, от септември 1864 до януари 1866 г. - на Адана, от януари 1866 до юни 1867 г. - на Сивас.
Умира в 1887 година.